# Trichieurina
Trichieurina is een vliegengeslacht uit de familie van de halmvliegen (Chloropidae).

## Soorten
- T. pubescens (Meigen, 1830)